# Teràpia cognitivoconductual
La teràpia cognitivoconductual (TCC) (en anglès, Cognitive behavioral therapy, CBT) és una intervenció psicosocial que pretén millorar la salut mental. La TCC se centra en desafiar i canviar distorsions cognitives poc útils (per exemple, pensaments, creences i actituds) i comportaments, millorar la regulació emocional, i el desenvolupament d'estratègies personals d'afrontament que orientin la resolució de problemes actuals. Originalment, va ser dissenyada per tractar la depressió, però els seus usos s'han ampliat per incloure el tractament de diverses condicions de salut mental, inclosa l'ansietat. La teràpia cognitivoconductual inclou diverses psicoteràpies cognitives o de conducta que tracten psicopatologies definides mitjançant tècniques i estratègies basades en l'evidència.
La teràpia cognitivoconductual es basa en la combinació dels principis bàsics de la psicologia cognitiva i conductual. És diferent dels enfocaments històrics a la psicoteràpia, com ara l'enfocament psicoanalític on el terapeuta busca el sentit inconscient que hi ha darrere de les conductes i després formula un diagnòstic. En canvi, la TCC és una forma de teràpia «centrada en els problemes» i «orientada a l'acció», és a dir, s'utilitza per tractar problemes específics relacionats amb un trastorn mental diagnosticat. El paper del terapeuta és ajudar el pacient a trobar i practicar estratègies efectives per afrontar els objectius identificats i disminuir els símptomes del trastorn. La teràpia cognitivoconductual es basa en la creença que les distorsions del pensament i les conductes inadaptades tenen un paper en el desenvolupament i manteniment de trastorns psicològics i que els símptomes i la molèstia associada es poden reduir ensenyant noves habilitats de processament d'informació i mecanismes de còpia.
En comparació amb els medicaments psicoactius, els estudis de revisió han trobat que la tcc només era eficaç per tractar formes menys greus de depressió i ansietat, trastorn per estrès posttraumàtic, tics, abús de substàncies, trastorns alimentaris i trastorn límit de la personalitat. Sovint es recomana en combinació amb medicaments per al tractament d'altres afeccions, com ara trastorn obsessivocompulsiu greu (TOC), trastorn per ús d'opioides, trastorn bipolar i trastorns psicòtics. A més, es recomana la teràpia cognitivoconductual com a primera línia de tractament per a la majoria de trastorns psicològics en nens i adolescents, inclòs trastorn d'agressió i conducta.
Els investigadors han trobat que altres intervencions terapèutiques de bona fe eren igualment efectives per tractar determinades afeccions en adults. Juntament amb la psicoteràpia interpersonal, es recomana la TCC en les directrius de tractament com a tractament psicosocial d'elecció, i la teràpia cognitivoconductual i la psicoteràpia interpersonal són les úniques intervencions psicosocials a les quals els residents en psiquiatria tenen l'obligació de ser entrenats.

## Descripció
La teràpia cognitivoconductual (TCC) general suposa que el canvi de pensament inadaptat porta a un canvi en la conducta i afecte, però les variants recents emfatitzen els canvis en relació amb el pensament inadaptat en lloc dels canvis en el propi pensament. L'objectiu de la TCC no és diagnosticar una persona amb una malaltia determinada, sinó mirar la persona en el seu conjunt i decidir què es pot alterar.

### Distorsions cognitives
Els terapeutes o programes d'ordinadors utilitzen tècniques de la tcc per ajudar a les persones a desafiar els seus patrons i creences i substituir els errors de pensament, coneguts com a distorsions cognitives, com ara «sobregeneralitzar, augmentar els negatius, minimitzar els positius i catastrofitzar» amb pensaments «més realistes i efectius, així disminuir el malestar emocional i la conducta autoderrotista». Les distorsions cognitives poden ser una creença de pseudodiscriminació o una sobregeneralització d'alguna cosa. Les tècniques de la tcc també es poden utilitzar per ajudar els individus a adoptar una postura més oberta i més conscient cap a les distorsions cognitives per tal de disminuir el seu impacte.

### Habilitats
La TCC ajuda els individus a substituir les «habilitats inadaptades ... per afrontar habilitats, cognicions, emocions i comportaments per altres més adaptades», canviant la manera de pensar d'un individu i la manera de reaccionar a determinats hàbits o comportaments, però encara hi ha controvèrsia sobre el fins a quin punt aquests elements cognitius tradicionals expliquen els efectes observats amb la tcc per sobre dels elements conductuals anteriors, com ara l'exposició i l'entrenament d'habilitats.

### Fases de la teràpia
Es pot considerar que la teràpia cognitivoconductual té sis fases:
1. Avaluació o avaluació psicològica;
2. Reconceptualització;
3. Adquisició d'habilitats;
4. Consolidació i aplicació d'habilitats;
5. Generalització i manteniment;
6. Seguiment de l'avaluació posterior al tractament.

Aquests passos es basen en un sistema creat per Kanfer i Saslow. Després d'identificar els comportaments que necessiten canviar, ja siguin en excés o en dèficit, i s'hagi produït un tractament, el psicòleg ha d'identificar si la intervenció ha tingut èxit. Per exemple, «Si l'objectiu era disminuir el comportament, hauria d'haver una disminució respecte a la línia de base. Si el comportament crític es manté a la línia de base o per sobre, la intervenció ha fallat».
Els passos de la fase d'avaluació inclouen:
Pas 1: Identificar comportaments crítics
Pas 2: Determinar si les conductes crítiques són excessos o dèficits
Pas 3: Avaluar els comportaments crítics per freqüència, durada o intensitat (obtenir una línia de base)
Pas 4: Si hi ha un excés, s'intenta disminuir la freqüència, la durada o la intensitat de les conductes; si hi ha dèficits, s'intenta augmentar les conductes.
La fase de reconceptualització constitueix gran part de la porció «cognitiva» de TCC. Hofmann ofereix un resum dels enfocaments moderns de la TCC.

### Protocols de lliurament
Hi ha diferents protocols de lliurament de teràpia cognitivaconductual, amb importants semblances entre ells. L'ús del terme tcc pot referir-se a diferents intervencions, incloses «autoinstruccions (per exemple, distracció, imatges, autoconversió motivacional), relaxació i / o biofeedback, desenvolupament d'estratègies d'afrontament adaptatives (per exemple, minimitzar pensaments negatius o autoderrotar-se), canviar les creences inadaptades sobre el dolor i la definició d'objectius». De vegades es tracta de tractament manual, amb tractaments breus, directes i amb temps limitat per a trastorns psicològics individuals que es basen en tècniques específiques. La TCC s'utilitza tant en configuracions individuals com en grups, i les tècniques sovint s'adapten per a aplicacions d'autoajuda. Alguns clínics i investigadors estan orientats «cognitivament» (per exemple, la reestructuració cognitiva), mentre que altres estan més orientats al «comportament» (per exemple, teràpia d'exposició in vivo). Les intervencions com la teràpia d'exposició imaginària combinen ambdós enfocaments.

### Tècniques relacionades
La TCC es pot proporcionar conjuntament amb diverses tècniques diverses, però relacionades, com ara teràpia d'exposició, inoculació d'estrès, teràpia de processament cognitiu, teràpia cognitiva, entrenament de relaxació, teràpia dialèctica de la conducta i teràpia d'acceptació i compromís. Alguns professionals promouen una forma de teràpia cognitiva conscient que inclou un major èmfasi en l'autoconeixement com a part del procés terapèutic.

## Usos mèdics
En adults, s'ha demostrat que la TCC té efectivitat i un paper en els plans de tractament per a trastorns d'ansietat, trastorn dismòrfic corporal, depressió, trastorns alimentaris, mal d'esquena crònica, trastorns de personalitat, psicosi, esquizofrènia, trastorns per l'ús de substàncies, i en l'ajust, depressió i ansietat associada a la fibromiàlgia i a la lesió medul·lar.
En nens i adolescents, la TCC és una part efectiva dels plans de tractament per a trastorns d'ansietat, trastorn dismòrfic corporal, depressió i pensaments suïcides, trastorns de l'alimentació i l'obesitat, trastorn obsessivocompulsiu (TOC), i trastorn per estrès posttraumàtic, així com trastorn amb tics, tricotil·lomania i altres trastorns de conducta repetitius. La TCC-PS, una adaptació de la TCC per a la prevenció del suïcidi (PS), va ser dissenyat específicament per tractar els joves amb depressió greu i que recentment han intentat suïcidar-se durant els últims 90 dies, i es va trobar efectiu, factible i acceptable. També s'ha demostrat que la TCC és efectiva per al trastorn per estrès posttraumàtic en nens molt petits (de 3 a 6 anys). Les revisions van trobar proves de «baixa qualitat» que la TCC pot ser més eficaç que altres psicoteràpies per reduir els símptomes del trastorn per estrès posttraumàtic en nens i adolescents. La TCC també s'ha aplicat a diversos trastorns de la infància, inclosos els trastorns depressius i diversos trastorns d'ansietat.
La TCC combinada amb hipnosi i distracció redueix l'dolor autorealitzat en nens.
Les revisions de Cochrane no han trobat cap evidència que la TCC sigui eficaç per al tinnitus, tot i que sembla haver-hi un efecte en la gestió de la depressió associada i la qualitat de vida en aquesta malaltia. Altres recents descobriments de Cochrane no han trobat evidències convincents que la formació de TCC a persones que realitzin un acolliment familiar els permeti gestionar millor els comportaments difícils en els joves sota la seva cura, ni va ser útil per tractar les persones que maltracten les seves parelles íntimes.
Segons una revisió de l'INSERM del 2004 sobre tres mètodes, es va «demostrar» o «presumir» que la TCC era una teràpia eficaç en diversos trastorns mentals específics. Segons l'estudi, la TCC va ser eficaç en el tractament de l'esquizofrènia, depressió, trastorn bipolar, trastorn de pànic, estrès posttraumàtic, trastorns d'ansietat, bulímia, anorèxia, trastorns de personalitat i dependència de l'alcohol.
Algunes metanàlisis consideren que laTCC és més eficaç que la teràpia psicodinàmica, i igual a altres teràpies per tractar l'ansietat i la depressió.
S'ha demostrat que la TCC computeritzada (TCCC) és eficaç mitjançant assaigs controlats aleatoris i altres proves en el tractament dels trastorns de depressió i ansietat, inclosos els nens, així com l'insomni. Algunes investigacions han trobat efectivitat similar a la intervenció de llocs web informatius i trucades telefòniques setmanals. Es va trobar que la TCCC era tan eficaç com la TCC presencial en ansietat i insomni d'adolescents.
De vegades, la crítica a la TCC se centra en les implementacions (com ara l'IAPT del Regne Unit) que poden resultar inicialment en oferir teràpies de baixa qualitat per part de professionals poc capacitats. Tanmateix, les evidències avalen l'efectivitat de la TCC per a l'ansietat i la depressió. La teràpia d'acceptació i compromís (ACT) és una branca especialitzada de la TCC (a vegades anomenada TCC contextual). ACT utilitza intervencions de consciència i acceptació i es troba que té una major longevitat en els resultats terapèutics. En un estudi amb ansietat, la TCC i ACT van millorar de manera similar en tots els resultats del pre-post-tractament. Tot i això, durant un seguiment de 12 mesos, ACT va demostrar ser més eficaç, demostrant que és un model de tractament durador altament viable per a trastorns d'ansietat.
L'evidència suggereix que l'addició d'hipnoteràpia com a complement de la TCC millora l'eficàcia del tractament per a diversos problemes clínics.
La TCC s'ha aplicat tant en entorns clínics com no-clínics per tractar trastorns com ara afeccions de personalitat i problemes de comportament. Una revisió sistemàtica de la TCC en els trastorns de depressió i ansietat va concloure que «la TCC lliurada a l'atenció primària, especialment els programes d'autoajuda basats en ordinador o a Internet, és potencialment més eficaç que l'atenció habitual, i podria ser lliurada eficaçment per terapeutes d'atenció primària».
Les proves emergents suggereixen un possible paper per a la TCC en el tractament del trastorn per dèficit d'atenció amb hiperactivitat (TDAH); hipocondria; fer front a l'impacte de l'esclerosi múltiple; alteracions de la son relacionades amb l'envelliment; dismenorrea; i trastorn bipolar, però cal més estudi i s'ha d'interpretar els resultats amb precaució. La TCC pot tenir efectes terapèutics per alleujar els símptomes d'ansietat i depressió en persones amb Alzheimer. La TCC ha estat estudiada com a ajuda en el tractament de l'ansietat associada al quequesa. Els primers estudis han demostrat que la TCC és eficaç en la reducció de l'ansietat social en adults que quequegen, però no en la reducció de la freqüència de la quequesa.
En el cas de persones amb càncer de mama metastàtic, les dades són limitades, però la TCC i altres intervencions psicosocials poden ajudar els resultats psicològics i al control del dolor.
Hi ha algunes evidències que mostren que la TCC és superior a llarg termini a les benzodiazepines i a les nobenzodiazepines en el tractament i la gestió de l'insomni. S'ha demostrat que la TCC és moderadament eficaç per tractar la síndrome de fatiga crònica.
Al Regne Unit, el National Institute for Health and Care Excellence (NICE) recomana la TCC en els plans de tractament per a diverses dificultats de salut mental, com ara trastorn per estrès posttraumàtic, trastorn obsessivocompulsiu (TOC), bulímia nerviosa i depressió clínica.

### Depressió
S'ha demostrat que la teràpia cognitivoconductual és un tractament efectiu per a la depressió clínica. Les Directrius de pràctica de l'Associació Americana de Psiquiatria (abril de 2000) van indicar que, entre els enfocaments psicoterapèutics, la TCC i la psicoteràpia interpersonal tenien la millor eficàcia documentada per al tractament del trastorn depressiu major. Una teoria etiològica de la depressió és la «teoria cognitiva de la depressió» d'Aaron T. Beck. La seva teoria afirma que les persones deprimides pensen de la manera que ho fan perquè el seu pensament està esbiaixat cap a interpretacions negatives. Segons aquesta teoria, les persones deprimides adquireixen un esquema negatiu del món a la infància i l'adolescència com a efecte d'esdeveniments estressants de la vida, i l'esquema negatiu s'activa més tard a la vida quan la persona es troba amb situacions similars.
Beck també va descriure una tríada cognitiva negativa. La tríada cognitiva es compon de les avaluacions negatives de si mateix, del món i del futur de l'individu deprimit. Beck va suggerir que aquestes avaluacions negatives es deriven dels esquemes negatius i els biaixos cognitius de la persona. Segons aquesta teoria, les persones deprimides tenen punts de vista com ara «mai faig una bona feina», «és impossible tenir un bon dia» o «les coses no milloraran mai». Un esquema negatiu ajuda a donar lloc al biaix cognitiu, i el biaix cognitiu ajuda a alimentar l'esquema negatiu. Beck també va proposar que les persones amb depressió poden tenir sovint els biaixos cognitius següents: inferència arbitrària, abstracció selectiva, sobregeneralització, magnificació i minimització. Aquests biaixos cognitius són ràpids per fer inferències negatives, generalitzades i personals del Jo, alimentant així l'esquema negatiu.
Una metaanàlisi del 2001 que compara la TCC i la psicoteràpia psicodinàmica va suggerir que els enfocaments eren igualment efectius a curt termini.
En canvi, les metaanàlisis d'assajos més grans de diferents tractaments psicoterapèutics que la TCC, la teràpia interpersonal i la teràpia de resolució de problemes per a la depressió superen la psicoteràpia psicodinàmica i l'activació del comportament en termes de robustesa dels efectes.

### Trastorns d'ansietat
S'ha demostrat que la TCC és eficaç en el tractament d'adults amb trastorns d'ansietat.
Un concepte bàsic en alguns tractaments amb TCC utilitzats en trastorns d'ansietat és l'exposició in vivo. El terme fa referència a la confrontació directa d'objectes, activitats o situacions temudes per part d'un pacient. Per exemple, una dona amb trastorn per estrès posttraumàtic que tem el lloc on va ser agredida pot ser assistida pel seu terapeuta per anar a aquesta ubicació i enfrontar-se directament a aquestes pors. De la mateixa manera, a una persona amb trastorn d'ansietat social que té por de parlar en públic se li pot encarregar que s'enfronti directament a aquestes pors pronunciant un discurs. Aquest model de «dos factors» és acreditat sovint per Orval Hobart Mowrer. Mitjançant l'exposició a l'estímul, aquest condicionament perjudicial es pot «desaprendre» (es coneix com a «extinció» i «habituació»). Els estudis han proporcionat proves que tractant animals i humans amb glucocorticoides poden conduir a un aprenentatge d'extinció amb més èxit durant la teràpia d'exposició. Per exemple, els glucocorticoides poden evitar que es recuperin episodis d'aprenentatge aversiu i augmentin el reforç de les traces de memòria que generen una reacció de no tenir por en situacions de por. Una combinació de glucocorticoides i teràpia d'exposició pot ser un tractament millorat millor per tractar pacients amb trastorns d'ansietat.
Una revisió de Cochrane del 2015 també va detectar que la TCC per al tractament simptomàtic del dolor toràcic no-específic és probablement eficaç a curt termini. No obstant això, les troballes es van limitar a petits assaigs i es va considerar que les proves eren de qualitat qüestionable.

### Trastorn bipolar
Hi ha evidències limitades d'efectivitat per a la TCC en el trastorn bipolar i depressió severa.

### Psicosi
En psicosis de llarga durada, la TCC s'utilitza per complementar la medicació i s'adapta a les necessitats individuals. Les intervencions especialment relacionades amb aquestes condicions inclouen explorar proves de realitat, canviar il·lusions i al·lucinacions, examinar factors que precipiten la recaiguda, i gestionar les recaigudes.

### Esquizofrènia
Diverses metaanàlisis han suggerit que la TCC és eficaç en l'esquizofrènia. Les revisions de Cochrane han informat que la TCC no tenia «cap efecte sobre el risc a llarg termini de recaiguda» i no hi havia evidències que la TCC tingués un efecte addicional per sobre de la cura estàndard.
Una revisió sistemàtica del 2012 va investigar els efectes de la TCC en comparació amb altres teràpies psicosocials per a persones amb esquizofrènia:
| Per a les persones amb esquizofrènia, les proves basades en un assaig no suggereixen cap avantatge clar i convincent per a la TCC respecte a altres (i, a vegades, molt menys sofisticades) teràpies. | |                        |
| \| Resultat \| Conclusions en paraules \| Resultats en números \| \| Efecte / esdeveniment advers \| Efecte / esdeveniment advers \| Efecte / esdeveniment advers \| \| ------------------------------------------------------------------------------------------------------ \| ------------------------------------------------------------------------------------------------------------------------------------------------------------------------------------------------------------------------------------------------------------------------------------------------------------------- \| ---------------------------- \| \| Algun efecte advers (només a mitjà termini). - Seguiment: 26–52 setmanes \| La teràpia cognitivoconductual pot augmentar la possibilitat que les persones amb esquizofrènia experimentin resultats mal definits d'efectes adversos, però, actualment, no és possible confiar en la diferència entre els dos tractaments i les dades que donen suport a aquesta investigació són molt limitades. \| RR 2.0 (0.71 - 5.64) \| \| Estat global \| \| \| \| Reaparició (a llarg termini). - Seguiment: 12 mesos \| La TCC pot reduir molt lleugerament la possibilitat de tornar a experimentar aquest resultat de l'estat global, però no hi ha una clara diferència entre les persones que reben tcc i les que rebe altres teràpies psicosocials. Aquests resultats es basen en dades de baixa qualitat. \| RR 0.91 (0.63 - 1.32) \| \| Rehospitalització (a llarg termini). - Seguiment: 12 mesos \| La TCC pot reduir molt lleugerament la possibilitat d'experimentar la tornada a l'hospital, però no hi ha una clara diferència entre les persones que reben tcc i les que rebe altres teràpies psicosocials. Aquests resultats es basen en dades de baixa qualitat. \| RR 0.86 (0.62 - 1.21) \| \| Estat mental \| \| \| \| Cap canvi important ni fiable (a llarg termini). - Seguiment: 12 mesos \| La TCC pot reduir la possibilitat d'experimentar canvis d'estat mental, però, actualment, no és possible confiar en la diferència entre els dos tractaments i les dades que donen suport a aquesta troballa són molt limitades. \| RR 0.84 (0.64 - 1.09) \| \| Funcionament social \| \| \| \| Puntuacions mitjanes (escala de funcionament social, alta = bona). - Seguiment: mitjana de 26 setmanes \| De mitjana, les persones que van rebre TCC van obtenir un 8,8 (superior a les persones tractades amb altres teràpies psicosocials). No hi havia una clara diferència entre els grups i, actualment, el significat d'això en la cura diària no és clar. \| DM 8.8 (4.07 - 21.67) \| \| Qualitat de vida \| \| \| \| Puntuació mitjana (Euro. QOL, alta = bona) (només a llarg termini). - Seguiment: 26 setmanes \| De mitjana, les persones que van rebre TCC van obtenir un 1,86 (menys que les persones tractades amb altres teràpies psicosocials). No hi havia una clara diferència entre els grups. El significat d'això en la cura diària no és clar. \| MD 1.86 (19.2 - 15.48) \| | |                        |
| Resultat | Conclusions en paraules | Resultats en números   |
| Efecte / esdeveniment advers | |                        |
| Algun efecte advers (només a mitjà termini). - Seguiment: 26–52 setmanes | La teràpia cognitivoconductual pot augmentar la possibilitat que les persones amb esquizofrènia experimentin resultats mal definits d'efectes adversos, però, actualment, no és possible confiar en la diferència entre els dos tractaments i les dades que donen suport a aquesta investigació són molt limitades. | RR 2.0 (0.71 - 5.64)   |
| Estat global | |                        |
| Reaparició (a llarg termini). - Seguiment: 12 mesos | La TCC pot reduir molt lleugerament la possibilitat de tornar a experimentar aquest resultat de l'estat global, però no hi ha una clara diferència entre les persones que reben tcc i les que rebe altres teràpies psicosocials. Aquests resultats es basen en dades de baixa qualitat.                             | RR 0.91 (0.63 - 1.32)  |
| Rehospitalització (a llarg termini). - Seguiment: 12 mesos | La TCC pot reduir molt lleugerament la possibilitat d'experimentar la tornada a l'hospital, però no hi ha una clara diferència entre les persones que reben tcc i les que rebe altres teràpies psicosocials. Aquests resultats es basen en dades de baixa qualitat.                                                 | RR 0.86 (0.62 - 1.21)  |
| Estat mental | |                        |
| Cap canvi important ni fiable (a llarg termini). - Seguiment: 12 mesos | La TCC pot reduir la possibilitat d'experimentar canvis d'estat mental, però, actualment, no és possible confiar en la diferència entre els dos tractaments i les dades que donen suport a aquesta troballa són molt limitades.                                                                                     | RR 0.84 (0.64 - 1.09)  |
| Funcionament social | |                        |
| Puntuacions mitjanes (escala de funcionament social, alta = bona). - Seguiment: mitjana de 26 setmanes | De mitjana, les persones que van rebre TCC van obtenir un 8,8 (superior a les persones tractades amb altres teràpies psicosocials). No hi havia una clara diferència entre els grups i, actualment, el significat d'això en la cura diària no és clar.                                                              | DM 8.8 (4.07 - 21.67)  |
| Qualitat de vida | |                        |
| Puntuació mitjana (Euro. QOL, alta = bona) (només a llarg termini). - Seguiment: 26 setmanes | De mitjana, les persones que van rebre TCC van obtenir un 1,86 (menys que les persones tractades amb altres teràpies psicosocials). No hi havia una clara diferència entre els grups. El significat d'això en la cura diària no és clar.                                                                            | MD 1.86 (19.2 - 15.48) |

### Amb adults grans
La TCC s'utilitza per ajudar persones de totes les edats, però la teràpia s'ha d'ajustar en funció de l'edat del pacient. Les persones grans, en particular, tenen certes característiques que cal reconèixer i la teràpia s'ha d'ajustar per tenir en compte aquestes diferències degudes a l'edat. De la poca quantitat d'estudis que examinen la TCC per al tractament de la depressió en persones grans, actualment no hi ha un fort suport.

### Prevenció de malalties mentals
Per als trastorns d'ansietat, l'ús de la TCC amb persones en risc ha reduït significativament el nombre d'episodis de trastorn d'ansietat generalitzada i altres símptomes d'ansietat i també ha donat millores importants en l'estil explicatiu, la desesperança i les actituds disfuncionals. En un altre estudi, el 3% del grup que va rebre la intervenció de la TCC va desenvolupar un trastorn d'ansietat generalitzada 12 mesos després de la intervenció, enfront del 14% del grup de control. Es va trobar que els que patien trastorns de pànic es beneficien significativament de l'ús de la TCC. També es va trobar l'ús de la TCC podia reduir significativament la prevalença d'ansietat social.
En el cas dels trastorns depressius, una intervenció assistencial (espera atenta, TCC i medicaments si escau) va aconseguir un índex d'incidència del 50% inferior en un grup de pacients de 75 anys o més. Un altre estudi sobre la depressió va trobar un efecte neutre en comparació amb l'educació personal, social i sanitària i la provisió escolar habitual, i va incloure un comentari sobre el potencial de l'augment de puntuacions de depressió de persones que han rebut TCC a causa d'un major reconeixement i un reconeixement dels símptomes existents de depressió i estils de pensament negatiu. Un altre estudi també va veure un resultat neutral. Un metaestudi del curs Coping with Depression, una TCC realitzada per un mètode psicoeducatiu va veure una reducció del 38% del risc de depressió.
Per a persones amb risc de psicosi, el 2014 el National Institute for Health and Care Excellence (NICE) va recomanar la TCC preventiva.

### Ludopatia
La TCC també s'utilitza per a patologies i problemes amb el joc. El percentatge de persones que tenen ludopatia és d'un 1-3% a tot el món. La TCC desenvolupa habilitats per a la prevenció de recaigudes i un mateix pot aprendre a controlar la seva ment i gestionar els casos d'alt risc. Hi ha evidència de l'eficàcia a curt termini de la TCC per al tractament de la ludopatia, tot i que actualment no se sap la seva eficàcia a llarg termini.

### Deixar de fumar
La TCC considera l'hàbit de fumar cigarrets com un comportament aprenent, que després evoluciona cap a una estratègia d'afrontament per manejar els estressors diaris. Com que el fumar sovint és fàcilment accessible i permet que l'usuari se senti bé, pot prioritzar altres estratègies d'afrontament i, eventualment, afegir-se a la vida quotidiana durant esdeveniments no estressants. La TCC té com a objectiu orientar-se a la funció del comportament, ja que pot variar entre individus i treballa per injectar altres mecanismes d'afrontament en lloc de fumar. La TCC també té l'objectiu de donar suport a les persones que pateixen una forta ansietat, que són una de les principals causes de recaiguda durant el tractament.
En un estudi controlat del 2008 a l'Escola de Medicina de la Universitat Stanford, va suggerir que la TCC pot ser una eina eficaç per ajudar a mantenir l'abstinència. Es van fer un seguiment dels resultats de 304 participants adults aleatoris al llarg d'un any. Durant aquest programa, alguns participants van rebre medicaments, TCC, suport telefònic 24 hores o alguna combinació dels tres mètodes. A les 20 setmanes, els participants que van rebre TCC van tenir una taxa d'abstinència del 45% enfront dels participants no que no van rebre una TCC, que van tenir una taxa d'abstinència del 29%. En general, l'estudi va concloure que l'èmfasi en estratègies cognitives i de comportament per afavorir el deixar de fumar pot ajudar els individus a construir eines per a deixar de fumar a llarg termini.
La història de salut mental pot afectar els resultats del tractament. Els individus amb antecedents de trastorns depressius van tenir una taxa d'èxit més baixa quan només utilitzaven la TCC per combatre l'addicció al tabac.
Una revisió de Cochrane no ha pogut trobar evidències de cap diferència entre la TCC i la hipnosi per deixar de fumar. Tot i que això no pot suposar cap efecte, altres investigacions més avançades poden descobrir efectes de la TCC per deixar de fumar.

### Trastorns d'abús de substàncies
Els estudis han demostrat que la TCC és un tractament eficaç per a l'abús de substàncies. Per a individus amb trastorns d'abús de substàncies, la TCC té l'objectiu de refer els pensaments inadaptats, com ara la negació, minimitzar i catastrofitzar els patrons de pensament, amb narracions més saludables. Les tècniques específiques inclouen identificar possibles desencadenants i desenvolupar mecanismes de còpia per gestionar situacions d'alt risc. La investigació ha demostrat que la TCC és especialment eficaç si es combina amb altres teràpies basades en tractaments o medicaments.

### Trastorns de l'alimentació
Tot i que moltes formes de tractament poden donar suport a persones amb trastorns alimentaris, s'ha demostrat que la TCC és un tractament més eficaç que els medicaments i la psicoteràpia interpersonal per si mateix. La TCC té l'objectiu de combatre les causes principals d'angoixa com ara cognicions negatives relacionades amb el pes, la forma i la mida corporal. Els terapeutes de TCC també treballen amb els individus per regular emocions i pensaments forts que condueixen a comportaments compensatoris perillosos. La TCC és la primera línia de tractament per a la bulímia nerviosa i el trastorn de l'alimentació no-específic. Tot i que hi ha evidències que avalen l'eficàcia de la TCC per a la bulímia nerviosa i el trastorn per afartament, l'evidència és una mica variable i està limitada per les mides de petits estudis.

### Addicció a Internet
La investigació ha identificat l'addicció a Internet com un nou trastorn clínic que causa problemes relacionals, laborals i socials. Es suggereix escollir la TCC per al tractament de l'addicció a Internet, i la recuperació d'addiccions en general ha utilitzat la TCC com a part de la planificació del tractament.

### Prevenció de l'estrès laboral
Una revisió de Cochrane de les intervencions destinades a prevenir l'estrès psicològic en els treballadors sanitaris va trobar que la TCC era més eficaç que les altres intervencions, però no més efectiva que les intervencions alternatives per reduir l'estrès.

## Història

### Arrels filosòfiques
Els precursors de certs aspectes fonamentals de la TCC han estat identificats en diverses tradicions filosòfiques antigues, en particular el estoïcisme. Els filòsofs estoics, en particular Epíctet, creien que la lògica es podia utilitzar per identificar i descartar falses creences que condueixen a emocions destructives, cosa que ha influït en la manera com els terapeutes cognitivoconductuals moderns identifiquen distorsions cognitives que contribueixen a la depressió i l'ansietat; per exemple, l'original del manual de tractament per als estats de depressió d'Aaron T. Beck, Els orígens filosòfics de la teràpia cognitiva es poden remuntar als filòsofs estoics. Un altre exemple d'influència estoica en els teòrics cognitius és Epícter sobre Albert Ellis. John Stuart Mill, és un filòsof clau que també va influir en el desenvolupament de la TCC.

### Arrels de les teràpies conductuals: laprimera onadade la TCC
Les arrels modernes de la teràpia cognitivoconductual es poden rastrejar en el desenvolupament de la teràpia conductual a principis del segle xx, el desenvolupament de la teràpia cognitiva a la dècada del 1960 i la posterior fusió de les dues. El treball innovador del conductualisme va començar amb els estudis de condicionament de John B. Watson i Rosalie Rayner el 1920. Els enfocaments terapèutics centrats en la conducta van aparèixer ja el 1924 amb el treball de Mary Cover Jones dedicat a la desaparició de les pors en els nens. Aquests foren els antecedents del desenvolupament de la teràpia conductual de Joseph Wolpe a la dècada del 1950. Va ser el treball de Wolpe i Watson, que es va basar en el treball d'Ivan Pàvlov sobre l'aprenentatge i condicionament, que va influir a Hans Eysenck i Arnold Lazarus a desenvolupar noves tècniques de teràpia conductual basades en el condicionament clàssic.
Durant les dècades del 1950 i 1960, la teràpia conductual va ser àmpliament utilitzada per investigadors dels Estats Units d'Amèrica, el Regne Unit i Sud-àfrica, que es van inspirar en la teoria de l'aprenentatge conductista d'Ivan Pàvlov, John B. Watson i Clark L. Hull. A la Gran Bretanya, Joseph Wolpe, qui va aplicar les troballes d'experiments amb animals al seu mètode de dessensibilització sistemàtica, va aplicar investigacions del comportament al tractament de trastorns neuròtics. Els esforços terapèutics de Wolpe van ser els precursors de les tècniques actuals de reducció de la por. El psicòleg britànic Hans Eysenck va presentar la teràpia conductual com a alternativa constructiva.
Al mateix temps que el treball d'Eysenck, B. F. Skinner i els seus col·laboradors començaven a tenir un impacte amb el seu treball sobre condicionament operant. El treball de Skinner es coneixia com a conductisme radical i evitava qualsevol cosa relacionada amb la cognició. No obstant això, Julian Rotter (el 1954) i Albert Bandura (el 1969) van contribuir amb la teràpia condcutual amb els seus respectius treballs sobre teoria de l'aprenentatge social, demostrant els efectes de la cognició en l'aprenentatge i la modificació del comportament. El treball dels australians Claire Weekes sobre els trastorns d'ansietat durant la dècada del 1960 també es va veure com un prototip de teràpia conductual.
L'èmfasi en factors conductuals va constituir la «primera onada» de la TCC.

### Arrels de les teràpies cognitives: lasegona onadade la TCC
Un dels primers terapeutes que va abordar la cognició en la psicoteràpia va ser Alfred Adler amb la seva idea d'errors bàsics i com van contribuir a la creació d'objectius de vida i vida no-saludables o inútils. El treball d'Adler va influir en el treball d'Albert Ellis, qui va desenvolupar la primera psicoteràpia cognitiva, coneguda avui com a terapia racional emotivaconductual (TREC).
Al voltant del mateix temps que es desenvolupava la teràpia emotiva-racional, com es coneixia aleshores, Aaron T. Beck dirigia sessions d'associació lliure en la seva pràctica psicoanalítica. Durant aquestes sessions, Beck va adonar-se que els pensaments no eren tan inconscients com Freud havia teoritzat anteriorment, i que certs tipus de pensament poden ser els culpables de l'angoixa emocional. A partir d'aquesta hipòtesi, Beck va desenvolupar la teràpia cognitiva i va anomenar aquests pensaments «pensaments automàtics». A Beck se li ha anomenat «el pare de la teràpia cognitivoconductual».
Aquestes dues teràpies, la teràpia emotiva-racional i la teràpia cognitiva, van iniciar la «segona onada» de la TCC, que va ser l'èmfasi en factors cognitius.

### Les teràpies cognitives i les teràpies conductuals es fusionen: latercera onadade la TCC
Tot i que els primers enfocaments conductuals van tenir èxit en molts dels trastorns neuròtics, van tenir poc èxit en el tractament de la depressió. El comportament també va perdre popularitat a causa de l'anomenada «revolució cognitiva». Els enfocaments terapèutics d'Albert Ellis i Aaron T. Beck van guanyar popularitat entre els terapeutes conductuals, malgrat el rebuig conductista anterior a conceptes «mentalístics» com pensaments i cognicions. Ambdós sistemes inclouen elements i intervencions conductuals i es concentraven principalment en problemes en el present.
En els estudis inicials, la teràpia cognitiva sovint es contrastava amb els tractaments conductuals per veure quin era el més eficaç. Durant les dècades del 1980 i 1990, les tècniques cognitives i conductuals es van fusionar en la teràpia cognitivoconductual (TCC). Amb aquesta fusió, David M. Clark al Regne Unit i David H. Barlow als Estats Units van desenvolupar amb èxit tractaments per a trastorns de pànic.
Amb el pas del temps, la TCC es va fer coneguda no només com a teràpia, sinó com un terme paraigua per a totes les psicoteràpies basades en la cognició. Aquestes teràpies inclouen, però sense limitar-se, la terapia racional emotivaconductual (TREC), la teràpia cognitiva, la teràpia d'acceptació i compromís, la teràpia dialèctica de la conducta, la teràpia de la realitat / teoria de l'elecció, la teràpia de processament cognitiu, EMDR i la teràpia multimodal. Totes aquestes teràpies són una combinació d'elements basats en la cognició i en la conducta.
Aquesta combinació de fonaments teòrics i tècnics tant del comportament com de les teràpies cognitives va constituir la «tercera onada» de la TCC. Les teràpies més destacades d'aquesta tercera onada són la teràpia dialèctica de la conducta i la teràpia d'acceptació i compromís.
Malgrat la popularitat creixent dels enfocaments dels tractaments de la «tercera onada», les revisions dels estudis revelen que no hi ha diferència en l'efectivitat en comparació amb la TCC de «no-tercera onada» per al tractament de la depressió.

## Mètodes d'accés

### Els terapeutes
Un programa típic de TCC consisteix en sessions presencials entre pacient i terapeuta, que es componen de 6 a 18 sessions de aproximadament una hora cadascuna amb una pausa d'1 a 3 setmanes entre les sessions. Aquest programa inicial pot ser seguit per algunes sessions de reforç, per exemple al cap d'1 i 3 mesos. També s'ha trobat que la TCC és eficaç en temps real entre pacients i terapeutes mitjançant enllaços informàtics.
La TCC està més relacionada amb el model científic-practicant en el qual la pràctica i la investigació clínica s'informen mitjançant una perspectiva científica, una clara operacionalització del problema i un èmfasi en la mesura, inclosa la mesura dels canvis en la cognició i la conducta, i en la consecució de metes. Sovint s'aconsegueixen mitjançant «deures» en què el pacient i el terapeuta treballen junts per elaborar una tasca a completar abans de la següent sessió. La realització d'aquestes tasques (que pot ser tan senzilla com una persona que pateix depressió assisteixi a algun tipus d'esdeveniment social) indica una dedicació al compliment del tractament i un desig de canvi. Els terapeutes poden mesurar lògicament el següent pas del tractament en funció de la forma en què el pacient completa la tasca. L'efectivitat de la TCC depèn d'una relació terapèutica entre el metge sanitari i la persona que sol·licita ajuda. A diferència de moltes altres formes de psicoteràpia, el pacient està molt implicat en la TCC; per exemple, es pot demanar a un pacient ansiós que parli amb un desconegut com a «deures», però si això és massa difícil, primer pot fer una tasca més fàcil. El terapeuta ha de ser flexible i disposat a escoltar el pacient en lloc d'actuar com a figura autoritària.

### Lliurament per programari o per Internet
La National Institute for Health and Care Excellence (NICE) ha descrit la teràpia cognitivoconductual computeritzada (TCCC) com un «terme genèric per lliurar la TCC a través d'una interfície informàtica interactiva proporcionada per un ordinador personal, internet o un sistema de resposta de veu interactiva», en lloc de presencial amb un terapeuta humà. També es coneix com a teràpia cognitivoconductual transmesa per internet (TCCTI). La TCCC té el potencial per millorar l'accés a teràpies basades en evidències, i per superar els costos prohibitius i la manca de disponibilitat de vegades associada amb l'ús d'un terapeuta humà. En aquest context, és important no confondre la TCCC amb la «formació basada en ordinador», que actualment s'anomena més sovint com a e-learning (aprenentatge virtual).
En els metaestudis s'ha detectat que la TCCC és rendible i sovint més barata que l'atenció habitual, inclòs per l'ansietat. Els estudis han demostrat que els individus amb ansietat social i depressió experimentaven millores amb mètodes basats en la TCCC. Una revisió de la investigació actual de la TCCC en el tractament del TOC en nens va trobar que aquesta interfície pot tenir un gran potencial per al tractament futur del TOC entre la població jove i adolescent. A més, la majoria d'intervencions d'internet per trastorn d'estrès posttraumàtic utilitzen la TCCC. La TCCC també està predisposafa a tractar els trastorns d'humor entre les poblacions homosexuals i bisexuals, que poden evitar la teràpia presencial davant la por a l'estigma. Tanmateix, actualment els programes de TCCC rarament atenen aquestes poblacions.
Un dels aspectes clau en l'ús de la TCCC són les taxes baixes de captació i finalització, fins i tot quan s'ha disposat i explicitat clarament. En alguns estudis, la taxa de finalització de la TCCC i l'eficàcia del tractament han estat més elevades quan l'ús de la TCCC és personalment compatible (amb els usuaris i no limitat només als terapeutes), quan l'ús només sigui en forma d'autoajuda. Un altre enfocament per millorar la taxa de captació i finalització, així com el resultat del tractament, és dissenyar programari que doni suport a la formació d'una forta relació terapèutica entre l'usuari i la tecnologia.
Al febrer de 2006, NICE va recomanar que la TCCC es posés a disposició per al seu ús al NHS d'Anglaterra i Gal·les per a pacients amb depressió lleu / moderada, en lloc de decantar-se immediatament pels medicaments antidepressius, i que la TCCC es posés a disposició en alguns sistemes de salut. La directriu NICE de 2009 va reconèixer que havien diversos productes informàtics de TCC que eren útils per als pacients, però van eliminar l'aval en alguns productes específics.
Una nova via relativament nova és la combinació d'intel·ligència artificial i la TCCC. S'ha proposat utilitzar tecnologia moderna per crear una TCCC que simuli la teràpia presencial. Això es pot aconseguir en la TCC per a un trastorn específic mitjançant el coneixement complet del domini de la TCC. Un dels àmbits en què s'ha intentat és l'àrea de domini específic de l'ansietat social en els quals quequegen.

### Lliurament per aplicacions per a telèfon intel·ligent
Un altre nou mètode d'accés és l'ús d'aplicacions mòbils (app) o d'aplicacions per a telèfons intel·ligents per oferir autoajuda o una TCC guiada. Les empreses tecnològiques desenvolupen aplicacions mòbils de bot conversacional d'intel·ligència artificial per proporcionar la TCC com a intervenció primerenca per donar suport a la salut mental, construir resiliència psicològica i promoure el benestar emocional. L'aplicació de converses amb text amb intel·ligències artificials proporcionada de manera segura i privada a través dels dispositius de telèfons intel·ligents té la possibilitat d'augmentar globalment i oferir suport contextual, i sempre es troba disponible. S'està realitzant una investigació activa que inclou estudis de dades del món real que mesuren l'efectivitat i l'aplicació d'aplicacions de xat de text per a telèfons intel·ligents per a l'entrega de la TCC mitjançant una interfície de conversa basada en text.

### Lectura de materials d'autoajuda
Segons alguns estis, el permetre que alguns pacients poguessin llegir guies d'autoajuda de TCC ha estat eficaçs. Tot i això, un estudi va trobar un efecte negatiu en pacients que tendien a deliberar, i un altre metanàlisi va trobar que el benefici només era important quan l'autoajuda era guiada (per exemple, per un professional mèdic).

### Curs formatiu en grups
S'ha demostrat que la participació del pacient en cursos en grup és efectiva. En una metanàlisi que revisava el tractament basat en evidències de TOC en nens, es va trobar que la TCC individual era més eficaç que la TCC de grup.

## Tipus de teràpia cognitivaconductual

### La teràpia cognitivaconductual breu(TCCB)
La teràpia cognitivaconductual breu (TCCB) és una forma de tcc desenvolupada per a situacions en les quals hi ha restriccions de temps a les sessions de teràpia. La tccb té lloc en un parell de sessions que poden durar fins a 12 hores acumulades. Aquesta tècnica va ser implementada i desenvolupada per als soldats a l'estranger en servei actiu per David M. Rudd per prevenir el suïcidi.
Desglossament del tractament:
| Orientació              | 1. Compromís amb el tractament 2. Resposta a les crisis i planificació de la seguretat 3. Mitjanes de restricció 4. Paquet de supervivència 5. Targetes amb motius per viure 6. Model de suïcidis 7. Diari del tractament 8. Lliçons apreses |
| Enfocament d'habilitats | 1. Fulls de treball d'elaboració d'habilitats 2. Còpia de targetes 3. Demonstració 4. Pràctica 5. Perfeccionament de les habilitats |
| Prevenció de recaigudes | 1. Generalització de les habilitats 2. Perfeccionament de les habilitats |

### La teràpia cognitivoconductual emocional(TCCE)
La teràpia cognitivoconductual emocional (TCCE) és una forma de tcc desenvolupada inicialment per a persones amb trastorns de comportament alimentari, però que ara s'utilitza amb diversos problemes com l'ansietat, depressió, trastorn obsessivocompulsiu (TOC), trastorn d'estrès posttraumàtic (TEPT) i problemes d'ira. Combina aspectes de la tcc i de la teràpia dialèctica de la conducta (TDC) i pretén millorar la comprensió i la tolerància de les emocions per tal de facilitar el procés terapèutic. S'utilitza sovint com a «pretractament» per preparar i equipar millor els individus per a teràpia a llarg termini.

### L'entrenament cognitivoconductual estructurat(ECCE)
L'entrenament cognitivoconductual estructurat (ECCE) és un procés basat en la cognició amb filosofies fonamentals que s'aprofita força de la TCC. Com la tcc, l'ecce afirma que el comportament està relacionat de manera inextricable amb creences, pensaments i emocions. L'ECCE també es basa en la filosofia bàsica de la TCC en incorporar altres modalitats conegudes en els camps de la salut del comportament i la psicologia sobretot, la teràpia racional emotivacondutual d'Albert Ellis. L'ECCE es diferencia de la TCC de dues maneres diferents. En primer lloc, L'ECCE es lliura en un format altament regimentat. En segon lloc, L'ECCE és un procés d'entrenament predeterminat i finit que es personalitza amb l'entrada del participant. L'ECCE està dissenyat amb la intenció d'apropar un participant a un resultat específic en un període concret. L'ECCE s'ha utilitzat per a desafiar conductes addictives, especialment amb substàncies com el tabac, l'alcohol i els aliments, i per controlar la diabetis i disminuir l'estrès i l'ansietat. L'ECCE també s'ha utilitzat en el camp de la psicologia criminal en l'esforç de reduir la reincidència.

### La teràpia de reconciliació moral(TRM)
La teràpia de reconciliació moral (TRM) un tipus de TCC usada per ajudar a superar el trastorn antisocial de la personalitat i disminuir lleugerament el risc de continuar ofenent. Generalment s'implementa en format de grup a causa del risc que una teràpia individual pot reforçar la conducta narcicista dels pacients, i es pot utilitzar en paràmetres de correcció o ambulatoris. Els grups solen reunir-se setmanalment de dos a sis mesos.

### L'entrenament d'inoculació d'estrès
Aquest tipus de teràpia utilitza una combinació de tècniques d'entrenament cognitiu, conductual i alguns d'humanístic dirigit a la situació que causa estrès al client. Normalment s'utilitza per ajudar els clients a afrontar millor el seu estrès o ansietat després d'esdeveniments estressants. Es tracta d'un procés de tres fases que capacita el client a utilitzar habilitats que ja tenen per adaptar-se millor als estressors.
- La primera fase és una fase d'entrevistes, que inclou proves psicològiques, autocontrol del client i diversos materials de lectura. Això permet al terapeuta adaptar el procés de formació individualment al client. Els clients aprenen a categoritzar els problemes en «enfocats a les emocions» o «enfocats als problemes», de manera que puguin tractar millor les seves situacions negatives.[184] Aquesta fase, en definitiva, prepara el client per enfrontar-se i reflexionar sobre les seves reaccions actuals als estressors, abans de buscar maneres de canviar les seves reaccions i emocions en relació amb els seus estressors. El focus és la conceptualització.[184]
- La segona fase posa l'accent en l'aspecte de l'adquisició i assaig d'habilitats que continua des de la fase anterior de la conceptualització. Al client se li ensenyen habilitats que els ajuden a fer front als seus estressors. Tot seguit, aquestes habilitats es practiquen a l'espai de la teràpia. Aquestes habilitats comporten autoregulació, resolució de problemes, habilitats de comunicació interpersonal, etc.[184]
- La tercera i última fase és l'aplicació i el seguiment de les habilitats apreses en el procés de formació. Això proporciona al client oportunitats d'aplicar les seves habilitats apreses a una àmplia gamma d'estressors. Les activitats inclouen jocs de rol, imatges, modelatge, etc. Al final, el client haurà estat entrenat de forma preventiva per inocular estressors personals, crònics i futurs, desglossant els estressors en problemes que tindran a l'abast a llarg termini, objectius d'afrontament a curt termini i intermedis.[184]

### La hipnoteràpia cognitivaconductual basada en la consciència
La hipnoteràpia cognitivaconductual basada en la consciència és una forma de tcc centrada en la consciència en l'enfocament reflexiu amb l'abordatge de tendències inconscients. El procés conté bàsicament tres fases que s'utilitzen per assolir els objectius desitjats.

### El protocol unificat
El Protocol Unificat per al Tractament Transdiagnòstic dels Trastorns Emocionals és una forma de TCC, desenvolupada per David H. Barlow i investigadors de la Universitat de Boston, que pot aplicar-se a diversos problemes de depressió i ansietat. El motiu és que els trastorns d'ansietat i depressió sovint es donen junts a causa de causes subjacents habituals i poden ser tractats de manera eficient.
El protocol unificat inclou un conjunt comú de components:
1. Psicoeducació
2. Reaprovació cognitiva
3. Regulació de les emocions
4. Canvis de la conducta

S'ha demostrat que el protocol unificat produeix resultats equivalents a protocols de diagnòstic únic per a trastorns específics, com ara TOC i trastorn d'ansietat social. El protocol unificat és difós per l'Institut del Protocol Unificat (Unified Protocol Institute).

## Crítiques

### L'eficàcia relativa
La investigació realitzada sobre la tcc ha estat un tema de polèmica sostinguda. Mentre que alguns investigadors escriuen que la TCC és més eficaç que altres tractaments, molts altres investigadors i professionals han posat en dubte la validesa d'aquestes afirmacions. Per exemple, un estudi va determinar que la TCC era superior a altres tractaments per tractar l'ansietat i la depressió. No obstant això, els investigadors que responien directament a aquest estudi van realitzar una altra anàlisi i no van trobar cap evidència de que la TCC fos superior a altres tractaments de bona fe, i van realitzar una anàlisi de tretze d'assajos clínics de TCC i van determinar que no van proporcionar proves de superioritat de la TCC. En els casos en què s'ha informat que la TCC és estadísticament millor que altres intervencions psicològiques en termes de mesures de resultat primari, les mides d'efecte eren petites i suggereixen que aquestes diferències eren clínicament sense sentit i insignificants. A més, en els resultats secundaris (és a dir, mesures de funcionament general) no s'han trobat diferències significatives entre la TCC i altres tractaments.
Una crítica important ha estat que els estudis clínics d'eficàcia de la TCC (o qualsevol psicoteràpia) no són doble cecs (és a dir, que els subjectes o els terapeutes en estudis de psicoteràpia no estan cecs al tipus de tractament). Pot ser que siguin cecs d'un sol individu, és a dir, que el ratificador pot no conèixer el tractament que ha rebut el pacient, però ni els pacients ni els terapeutes estan cegats al tipus de teràpia que s'administra (dues de cada tres de les persones implicades en el procés, és a dir, totes de les persones implicades en el tractament, no estan incloses). El pacient és un participant actiu en la correcció de pensaments distorsionats negatius, per tant, és conscient del grup de tractament on es troba.
La importància de la doble cegació es va mostrar en una metanàlisi que va examinar l'efectivitat de la TCC quan es va tenir en compte el control del placebo i la ceguesa. Es van combinar dades dels assaigs publicats de TCC en esquizofrènia, trastorn depressiu major (TDM) i trastorn bipolar que es van utilitzar en els van analitzar controls per a efectes no específics de la intervenció. Aquest estudi va concloure que la TCC no és millor que les intervencions de control no específiques en el tractament de l'esquizofrènia i no redueix les taxes de recaiguda. Els efectes del tractament són petits en els estudis de tractament de TDM, i no és una estratègia de tractament eficaç per a la prevenció de la recaiguda en el trastorn bipolar. En el cas de la TDM, els autors assenyalen que la mida de l'efecte agrupat era molt baixa. No obstant això, s'han posat en dubte els processos metodològics utilitzats per seleccionar els estudis de la metaanàlisi anteriorment esmentada i la valorització de les seves troballes.

### La disminució de l'efectivitat
A més, una metanàlisi del 2015 va revelar que els efectes positius de la TCC sobre la depressió han estat disminuint des de 1977. Els resultats globals van mostrar dues caigudes diferents de la mida de l'efecte: 
- un descens global entre 1977 i 2014.
- un descens més intens entre 1995 i 2014.

Les subanalítiques addicionals van revelar que els estudis de la TCC on els terapeutes del grup de prova van rebre instruccions per adherir-se al manual Beck CBT van tenir un descens més pronunciat de les mides d'efecte des del 1977 que els estudis on els terapeutes del grup de prova van rebre instruccions per utilitzar TCC sense un manual. Els autors van informar que no estaven segurs de per què van disminuir els efectes, però van fer una llista de raons possibles de la disminució de la seva eficàcia que incloïen la formació inadequada del terapeuta, la falta d'adherir-se a un manual, la manca d'experiència del terapeuta, i l'esperança i la fe dels pacients. Els autors van mencionar que l'estudi actual es limitava només a trastorns depressius.

### Les altes taxes d'abandonament
A més, altres investigadors escriuen que estudis de la TCC mostren taxes d'abandonament més elevades en comparació amb altres tractaments. De vegades, les taxes d'abandonament de la TCC poden ser més de cinc vegades superiors a altres grups de tractament. Aquesta elevada taxa d'abandonament també és evident en el tractament de diversos trastorns, en particular l'anorèxia nerviosa del trastorn alimentari, que es tracta sovint amb TCC. Els tractats amb TCC tenen una elevada possibilitat d'abandonar la teràpia abans de completar-la i tornar als seus comportaments d'anorèxia.
Altres investigadors realitzant una anàlisi de tractaments per a joves que es van autolesionar van trobar taxes d'abandonament similars en grups de TCC i TCD. En aquest estudi, els investigadors van analitzar diversos assajos clínics que van mesurar l'eficàcia de la tcc administrada a joves que s'autolesionen. Els investigadors van concloure que cap d'elles es va trobar eficaç.

### La preocupació filosòfica respecte als mètodes de la tcc
Els mètodes emprats en la investigació de la TCC no han estat les úniques crítiques; alguns individus han posat en dubte la seva teoria i teràpia.
Slife i Williams escriuen que un dels supòsits ocults de la TCC és el del determinisme o l'absència de lliure albir. Argumenten que la TCC afirma que els estímuls externs del medi ambient entren en la ment, provocant pensaments diferents que causen estats emocionals; enlloc en la teoria de la TCC s'explica que sigui compatible amb el lliure albir.
Una altra crítica de la teoria de la TCC, sobretot aplicada al trastorn depressiu major (TDM), és que confon els símptomes del trastorn amb les seves causes.

### Els efectes secundaris
Generalment, la TCC té pocs efectes secundaris. S'han fet estudis per a una avaluació més gran dels efectes secundaris de la TCC.

### La preocupació sociopolítica
L'escriptor i analista de grups Farhad Dalal qüestiona els supòsits sociopolítics que hi ha darrere de la introducció de la TCC. Segons un crític, Dalal connecta l'augment de la tcc amb «l'ascens paral·lel del neoliberalisme, amb el seu focus en la comercialització, l'eficiència, la quantificació i el gerencialisme», i qüestiona les bases científiques de la TCC, suggerint que «aquella ciència del tractament psicològic sovint és menys científic que una competició política». Al seu llibre, Dalal també qüestiona les bases ètiques de la TCC.

## Societat i cultura
El Servei Nacional de Salut del Regne Unit (NHS) va anunciar el 2008 que podrien formar més «terapeutes TCC» a càrrec del govern com a part d'una iniciativa anomenada Millora de l'accés a les teràpies psicològiques (en anglès, Improving Access to Psychological Therapies, IAPT). L'Institut Nacional d'Excel·lència Sanitària i Assistencial (NICE) va dir que la TCC es convertiria en el punt principal del tractament per a la depressió no severa, utilitzant medicaments només en els casos en què la TCC fracassi. Els terapeutes es van queixar que les dades no avalen totalment l'atenció i el finançament que rep la TCC. El psicoterapeuta i professor Andrew Samuels va afirmar que això constitueix «un cop d'estat, un joc de poder per part d'una comunitat que de sobte s'ha trobat a punt d'invertir una enorme quantitat de diners ... Tothom s'ha vist seduït per l'aparent TCC barata». El Consell del Regne Unit per a la Psicoteràpia (UKPC) va publicar un comunicat el 2012 dient que les polítiques de l'IAPT estaven minant la psicoteràpia tradicional, i va criticar les propostes que limitaven algunes teràpies aprovades a la TCC, al·legant que restringien els pacients a «una versió mullada de la teràpia cognitivoconductual (TCC), sovint entregada per personal molt lleugerament format».
El NICE també recomana oferir TCC a persones que pateixen esquizofrènia, així com a aquelles persones en risc de patir un episodi psicòtic.